# Формиљана
Формиљана (итал. Formigliana) је насеље у Италији у округу Верчели, региону Пијемонт.
Према процени из 2011. у насељу је живело 371 становника. Насеље се налази на надморској висини од 163 м.

## Становништво
Према резултатима пописа становништва 2011. у општини је живело 550 становника.
| 1936. | 1951. | 1961. | 1971. | 1981. | 1991. | 2001. | 2011. |
| ----- | ----- | ----- | ----- | ----- | ----- | ----- | ----- |
| 739   | 754   | 809   | 664   | 677   | 625   | 561   | 550   |